# グリーゼ667Cc
グリーゼ667Cc（英語: Gliese 667 Cc）は、地球から見てさそり座の方向に約24光年離れた位置にある三重連星系グリーゼ667の第2伴星である赤色矮星グリーゼ667Cのハビタブルゾーン内を公転している太陽系外惑星である。惑星による重力の影響から主星のスペクトルに生じるドップラー効果を観測することで惑星を発見するドップラー分光法によって2011年に発見された。グリーゼ667Ccは潜在的な居住可能性を持つことが知られる確認済みの太陽系外惑星の中では、最初に確認された事例と見なされることもある。

## 発見
グリーゼ667Ccは、2011年11月21日にヨーロッパ南天天文台 (ESO) の高精度視線速度系外惑星探査装置 (HARPS) によって行われたドップラー分光法での観測結果を解析した研究チームが公開したプレプリントで初めて発見が発表された。2012年2月2日には、ゲッティンゲン大学とカーネギー科学研究所の研究者によって査読付きのジャーナルレポートが発表され、HARPS による観測結果が裏付けられることとなった。

## 特徴
グリーゼ667Ccは地球より数倍大きな質量を持つが、地球の15倍程度の質量である天王星や海王星よりは小さなスーパーアースであるとされており、グリーゼ667Ccの物理的特徴は発見方法であるドップラー分光法の性質上により下限質量しか求められていないが、その下限質量は地球の約3.7倍と推定されている。主星からの軌道長半径は 0.125 au（約 1870万 km）で、約28日の公転周期で公転している。大きさは知られていないが、地球の1.5倍程度と推定されている。
主星が太陽よりも暗い赤色矮星であるため、太陽系における水星軌道よりも主星に近い軌道を公転しているが、主星から受けるエネルギー放射量（放射束）は地球の約9割程度となっており、そのエネルギーの多くは赤外線なので実質的に受けるエネルギー放射量は地球とほぼ変わらないとも考えられている。

## 居住性
グリーゼ667Ccの軌道は主星のハビタブルゾーンの中でも、より温度が温かい内縁付近に位置している。黒体での計算によると、グリーゼ667Ccは地球とほぼ同程度だがわずかに高い量の電磁放射を吸収するはずであり、アルベド（反射能）を 0.3 、大気の影響を考慮しないと仮定した際の表面の平衡温度は 277 K（4 ℃）と計算されている。これは地球の平衡温度である 254 K（-18 °C）よりも高くなっている。プエルトリコ大学アレシボ校の Planetary Habitability Laboratory (PHL) は、グリーゼ667Ccは主星から 0.117 - 0.238 au の範囲とされる保守的 (Conservative) なハビタブルゾーンに位置するとしており、質量が地球の3 - 10倍の場合が対象となる楽観的 (Optimistic) に居住可能な太陽系外惑星として扱っている。地球類似性指標 (ESI) の値は楽観的に居住可能な太陽系外惑星の中では3番目、潜在的に居住可能と見做されている全ての太陽系外惑星の中でも23番目となる、0.80 と計算されている。
グリーゼ667Cのような質量の小さい赤色矮星の寿命は、太陽の寿命の10 - 15倍に相当する1000億 - 1500億年にも渡る可能性がある。しかし、これは生命にとって好ましい条件が長期間続くことを意味するわけではない。2017年に公表された論文では、ベイズ推定を用いて地球が典型的な居住可能な惑星であると仮定した場合、質量が太陽の0.65倍未満の恒星を公転している惑星では居住可能性と生命の進化を阻害する何らかの制約が存在するようになるはずであることが示された。グリーゼ667Cの質量が太陽の約3割であることを考えると、その居住可能性は、単純に惑星の物理的特性の地球との類似性のみに基づく推定よりもかなり低いものになる可能性がある。
さらに、グリーゼ667Ccは潮汐固定が発生している可能性があり、この場合、惑星の片側の半球は常に主星を向き、常に主星の方向を向けない反対側は暗く冷たい状態にある。Planetary Habitability Laboratory はグリーゼ667C系において主星から 0.277 au の距離をこのような潮汐固定が発生しうる領域の境界線としている。しかし、これら2つの強い領域の間には、明暗境界線と呼ばれる、液体の水が存在するのに適した温度に達する可能性のある領域が存在する可能性がある。
しかし2013年に公表された論文では、グリーゼ667Ccは地球の300倍の潮汐加熱を受けていること判明した。これはグリーゼ667Ccの軌道離心率が小さいことが一因となっているとみられている。そのため、実際の居住可能性は発見当初の推定よりも低いと考えられている。